# Jacknife

Jacknife est un film américain de David Jones sorti en 1989.

## Synopsis
Joseph Megessey, alias "Jacknife", et David Flangan, ont vécu la guerre du Viêt Nam ensemble. Ils n'ont pu oublier. David vit dans la maison familiale avec  sa sœur Martha qu'il traite en domestique. Jacknife, fidèle à une ancienne promesse, revient un jour le voir pour aller à la pèche. Il séduit Martha, ce qui suscite la jalousie de David, qui ne veut pas le considérer en ami. Alors que David passe son temps à boire pour oublier, Joseph et Martha essaient de se trouver dans une vie normale, mais le passé reste omniprésent dans l'esprit de ces deux hommes car ils ont perdu à la guerre leur ami Bobby qui s'est sacrifié pour sauver Joseph. La perte de ce compagnon d'armes plonge David dans l'isolement et le rejet de toute vie. Lors du bal auquel participent Martha et Joseph,  David laisse éclater sa rage de mal vivre et cela fait éclater la bulle de malheur dans laquelle il s'était enfermé.

## Fiche technique
- Titre : Jacknife
- Réalisation : David Jones
- Scénario : Stephen Metcalfe (en), d'après sa pièce Strange Snow
- Photographie : Bruce West
- Production : Carol Baum et Robert Scraffel
- Production exécutive : Sandy Gallin
- Musique : Bruce Broughton
- Format : Couleur, Dolby, 1,66:1, 35 mm
- Pays :  États-Unis
- Genre : Drame
- Durée : 99 minutes
- Dates de sortie : 
  - États-Unis : 10 mars 1989
  - France : 31 mai 1989

## Distribution
- Robert DeNiro (VF : Sylvain Joubert) : Joseph "Megs" Megessey
- Kathy Baker (VF : Anne Jolivet) : Martha Flanagan
- Ed Harris (VF : Patrick Floersheim) : Dave Flanagan
- Sloane Shelton : Shirley
- Charles Dutton (VF : Jacques Albaret) : Jake
- Bruce Ramsey : un étudiant
- Walter Massey (VF : William Sabatier) : Ed Buckman
- Elizabeth Franz (en) (VF : Martine Sarcey) : Pru Buckman